# Vermelho Novo
Vermelho Novo is een gemeente in de Braziliaanse deelstaat Minas Gerais. De gemeente telt 4.698 inwoners (schatting 2009).

## Aangrenzende gemeenten
De gemeente grenst aan Caputira, Manhuaçu en Raul Soares.